# Persone di nome Adriana
| Questa pagina contiene informazioni ricavate automaticamente dalle voci biografiche con l'ausilio del template Bio e di un bot. L'aggiornamento è periodico e automatico e ricostruisce completamente la pagina. Se manca una persona in questa lista, sei pregato di non aggiungerla, ma accertati piuttosto che la sua voce biografica contenga il template Bio e che i dati anagrafici siano correttamente compilati. Se il template Bio manca, inseriscilo tu stesso o, in alternativa, metti l'avviso {{tmp\|Bio}} che ne segnala la mancanza. Se i dati riportati sono sbagliati, correggi direttamente la voce biografica; le modifiche saranno visibili in questa lista entro pochi giorni. Per chiarimenti vedi il progetto antroponimi. La lista contiene solo le 130 persone che sono citate nell'enciclopedia e per le quali è stato implementato correttamente il template Bio. Pagina aggiornata al 6 ago 2025. |

Questa è una lista di persone presenti nell'enciclopedia che hanno il nome Adriana, suddivise per attività principale.

## Antropologhe(1)
- Adriana Destro, antropologa italiana (Verona, n. 1937)

## Attrici(25)
- Adriana Ambesi, attrice italiana (Torino, n. 1940 - Roma, † 2023)
- Adriana Asti, attrice e doppiatrice italiana (Milano, n. 1931 - Roma, † 2025)
- Adriana Barraza, attrice messicana (Toluca, n. 1956)
- Adriana Benetti, attrice e insegnante italiana (Ferrara, n. 1919 - Roma, † 2016)
- Adriana Brodsky, attrice argentina (Buenos Aires, n. 1955)
- Adriana Campos, attrice colombiana (Chaparral, n. 1979 - Salgar, † 2015)
- Adriana Caselotti, attrice e doppiatrice statunitense (Bridgeport, n. 1916 - Los Angeles, † 1997)
- Adriana De Guilmi, attrice italiana (Vasto, n. 1948 - Milano, † 2015)
- Adriana De Roberto, attrice e doppiatrice italiana (Palestrina, n. 1908 - Palestrina, † 1996)
- Adriana Esteves, attrice brasiliana (Rio de Janeiro, n. 1969)
- Adriana Facchetti, attrice italiana (Desenzano del Garda, n. 1921 - Roma, † 1993)
- Adriana Fonseca, attrice messicana (Veracruz, n. 1977)
- Adriana Torrebejano, attrice spagnola (Barcellona, n. 1991)
- Adriana Giuffrè, attrice italiana (Roma, n. 1939 - Tarquinia, † 2023)
- Adriana Innocenti, attrice e regista teatrale italiana (Portico e San Benedetto, n. 1926 - Torino, † 2016)
- Adriana Lessa, attrice, cantante e ex pallavolista brasiliana (Guarulhos, n. 1971)
- Adriana Libretti, attrice, doppiatrice e scrittrice italiana (Milano, n. 1954)
- Adriana Ortolani, attrice italiana (Tivoli, n. 1974)
- Adriana Ozores, attrice spagnola (Madrid, n. 1959)
- Adriana Parrella, attrice, regista e doppiatrice italiana (Roma, n. 1924 - Sutri, † 2013)
- Adriana Paz, attrice messicana (Città del Messico, n. 1980)
- Adriana Russo, attrice e cantante italiana (Roma, n. 1954)
- Adriana Salonia, attrice argentina (Buenos Aires, n. 1969)
- Adriana Serra, attrice, conduttrice televisiva e annunciatrice televisiva italiana (Milano, n. 1921 - Endine Gaiano, † 1995)
- Adriana Ugarte, attrice spagnola (Madrid, n. 1985)

## Attrici pornografiche(1)
- Adriana Sage, ex attrice pornografica messicana (n. 1980)

## Attrici teatrali(1)
- Adriana Budevska, attrice teatrale bulgara (Dobrich, n. 1878 - Sofia, † 1955)

## Avvocate(1)
- Adriana Pasquali, avvocata e politica italiana (Padova, n. 1928 - Bolzano, † 2020)

## Biologhe(1)
- Adriana Hoffmann, biologa e botanica cilena (Santiago del Cile, n. 1940 - Santiago del Cile, † 2022)

## Calciatrici(9)
- Adriana Achcińska, calciatrice polacca (Lubań, n. 2002)
- Adriana De Martin, calciatrice italiana (n. 1992)
- Adriana Gomes, calciatrice portoghese (Lousada, n. 1993)
- Adriana Leal da Silva, calciatrice brasiliana (União, n. 1996)
- Adriana Leon, calciatrice canadese (Mississauga, n. 1992)
- Adriana Martín, calciatrice spagnola (La Puebla de Valverde, n. 1986)
- Adriana Musumeci, ex calciatrice italiana (Palmi, n. 1957)
- Adriana Nanclares, calciatrice spagnola (Miranda de Ebro, n. 2002)
- Adriana Sachs, calciatrice argentina (Libertad, n. 1993)

## Canottiere(1)
- Adriana Bazon, ex canottiera rumena (Copălău, n. 1963)

## Cantanti(3)
- Adriana Calcanhotto, cantante e compositrice brasiliana (Porto Alegre, n. 1965)
- Audrey, cantante e attrice tedesca (Mannheim, n. 1942 - † 2012)
- Adriana Ruocco, cantante italiana (Vallo della Lucania, n. 1981)

## Cestiste(6)
- Adriana Aparecida dos Santos, ex cestista brasiliana (São Bernardo do Campo, n. 1971)
- Adriana Astorquiza, ex cestista colombiana (Cali, n. 1957)
- Adriana Brakel, ex cestista olandese (Amsterdam, n. 1956)
- Adriana Chamajová, ex cestista cecoslovacca (Ružomberok, n. 1971)
- Adriana Grasso, ex cestista italiana (Napoli, n. 1974)
- Adriana Moisés Pinto, ex cestista brasiliana (Franca, n. 1978)

## Chimiche(1)
- Adriana Albini, chimica italiana (Venezia, n. 1955)

## Conduttrici televisive(1)
- Adriana Volpe, conduttrice televisiva e ex modella italiana (Trento, n. 1973)

## Costumiste(1)
- Adriana Berselli, costumista italiana (Ferrara, n. 1928 - Roma, † 2018)

## Educatrici(1)
- Adriana Cantisani, educatrice, personaggio televisivo e scrittrice uruguaiana (Montevideo, n. 1967)

## Filologhe(1)
- Adriana Iliescu, filologa, critica letteraria e scrittrice rumena (Craiova, n. 1938)

## Filosofe(1)
- Adriana Cavarero, filosofa e storica della filosofia italiana (Bra, n. 1947)

## Fisiche(1)
- Adriana Fiorentini, fisica e fisiologa italiana (Milano, n. 1926 - Marina di Pisa, † 2016)

## Fotografe(1)
- Adriana Argalia, fotografa e artista italiana (Jesi, n. 1948)

## Geologhe(1)
- Adriana Ocampo, geologa colombiana (Barranquilla, n. 1955)

## Giavellottiste(1)
- Adriana Vilagoš, giavellottista serba (Vrbas, n. 2004)

## Ginnaste(3)
- Adriana Biagiotti, ex ginnasta italiana (Prato, n. 1947)
- Adriana Crisci, ginnasta italiana (Eitorf, n. 1982)
- Adriana Dunavska, ex ginnasta bulgara (Sofia, n. 1972)

## Giocatrici di beach volley(1)
- Adriana Behar, ex giocatrice di beach volley brasiliana (Rio de Janeiro, n. 1969)

## Giornaliste(4)
- Adriana Cerretelli, editorialista e giornalista italiana (Bruxelles, n. 1948)
- Adriana Fabbri Seroni, giornalista italiana (Firenze, n. 1922 - † 1984)
- Adriana Motti, giornalista e traduttrice italiana (Roma, n. 1924 - Firenze, † 2009)
- Adriana Mulassano, giornalista italiana (Milano, n. 1939)

## Imprenditrici(1)
- Adriana Cisneros, imprenditrice venezuelana (Caracas, n. 1979)

## Letterate(1)
- Adriana Ramelli, letterata svizzero (Calprino, n. 1908 - Lugano, † 1996)

## Mezzofondiste(1)
- Adriana Muñoz, mezzofondista cubana (Santiago di Cuba, n. 1982)

## Mezzosoprani(1)
- Adriana Lazzarini, mezzosoprano italiano (Mantova, n. 1931)

## Modelle(7)
- Adriana Dorn, modella nicaraguense (Managua, n. 1986)
- Adriana Fossa, modella e imprenditrice venezuelana (Caracas, n. 1968)
- Adriana Lima, supermodella e attrice brasiliana (Salvador, n. 1981)
- Adriana Rame, modella e attrice italiana (Roma, n. 1940 - Roma, † 2018)
- Adriana Reverón, modella spagnola (Los Cristianos, n. 1985)
- Adriana Sklenaříková, supermodella e attrice slovacca (Brezno, n. 1971)
- Adriana Zubiate, ex modella, conduttrice televisiva e ex cestista peruviana (Lima, n. 1982)

## Montatrici(1)
- Adriana Novelli, montatrice italiana (Roma, n. 1918 - † 2010)

## Multipliste(1)
- Adriana Rodríguez, multiplista e lunghista cubana (La Palma, n. 1999)

## Nobili(3)
- Adriana Ivancich, nobile italiana (Venezia, n. 1930 - Orbetello, † 1983)
- Adriana di Nassau-Dillenburg, nobile tedesca (Dillenburg, n. 1449 - Hanau, † 1477)
- Adriana de Mila, nobile italiana (Roma)

## Nuotatrici(2)
- Adriana Marmolejo, nuotatrice messicana (Città del Messico, n. 1982)
- Adriana Pereira, ex nuotatrice brasiliana (Recife, n. 1964)

## Pallavoliste(3)
- Adriana Samuel, ex pallavolista brasiliana (Resende, n. 1966)
- Adriana Rodríguez, pallavolista portoricana (n. 2002)
- Adriana Viñas, pallavolista portoricana (San Juan, n. 1994)

## Pattinatrici di velocità su ghiaccio(1)
- Ria Visser, ex pattinatrice di velocità su ghiaccio olandese (Oud-Beijerland, n. 1961)

## Pittrici(6)
- Adriana Filippi, pittrice, insegnante e partigiana italiana (Torino, n. 1909 - Roma, † 1982)
- Adriana Bisi Fabbri, pittrice italiana (Ferrara, n. 1881 - Travedona Monate, † 1918)
- Adriana Giorda, pittrice italiana (Racconigi, n. 1942 - Torino, † 2018)
- Adriana Pincherle, pittrice italiana (Roma, n. 1905 - Firenze, † 1996)
- Adriana Spilberg, pittrice olandese (Amsterdam, n. 1652 - Düsseldorf, † 1700)
- Adriana van Ravenswaay, pittrice olandese (Hilversum, n. 1816 - † 1872)

## Politiche(9)
- Adriana Ceci, politica italiana (Barletta, n. 1942)
- Adriana Galgano, politica italiana (Milano, n. 1963)
- Adriana Lastra, politica spagnola (Ribadesella, n. 1979)
- Adriana Lodi Faustini Fustini, politica italiana (San Giovanni in Persiceto, n. 1933)
- Adriana Maldonado López, politica spagnola (Pamplona, n. 1990)
- Adriana Palomby, politica italiana (Napoli, n. 1922 - Napoli, † 2001)
- Adriana Poli Bortone, politica italiana (Lecce, n. 1943)
- Adriana Salvatierra, politica boliviana (Santa Cruz de la Sierra, n. 1989)
- Adriana Vigneri, politica italiana (Treviso, n. 1939)

## Pugili(1)
- Adriana Araújo, pugile brasiliana (Salvador, n. 1981)

## Registe(1)
- Adriana Monti, regista e sceneggiatrice italiana (Milano, n. 1951)

## Scenografe(1)
- Adriana Bellone, scenografa e costumista italiana

## Sciatrici alpine(1)
- Adriana Jelínková, sciatrice alpina ceca (Brno, n. 1995)

## Showgirl(1)
- Adriana Bombom, showgirl, conduttrice televisiva e attrice brasiliana (Rio de Janeiro, n. 1974)

## Sollevatrici(1)
- Adriana Pană, sollevatrice rumena (Bacău, n. 2001)

## Soprani(5)
- Adriana Damato, soprano italiano (Conversano, n. 1975)
- Adriana Ferraresi Del Bene, soprano italiano (Ferrara - Venezia)
- Adriana Guerrini, soprano italiano (Firenze, n. 1907 - Milano, † 1970)
- Adriana Maliponte, soprano italiano (Brescia, n. 1938)
- Adriana Martino, soprano, cantante e regista teatrale italiana (Caserta, n. 1931)

## Storiche(2)
- Adriana Lotto, storica e docente italiana (Belluno, n. 1955)
- Adriana Valerio, storica e teologa italiana (Sperone, n. 1952)

## Taekwondoka(1)
- Adriana Cerezo, taekwondoka spagnola (Alcalá de Henares, n. 2003)

## Tennistavoliste(1)
- Adriana Díaz, tennistavolista portoricana (n. 2000)

## Tenniste(4)
- Adriana Gerši, ex tennista ceca (Šternberk, n. 1976)
- Adriana Serra Zanetti, ex tennista italiana (Modena, n. 1976)
- Adriana Szili, ex tennista australiana (Adelaide, n. 1985)
- Adriana Villagrán, ex tennista argentina (Buenos Aires, n. 1956)

## Teologhe(1)
- Adriana Zarri, teologa, giornalista e scrittrice italiana (San Lazzaro di Savena, n. 1919 - Crotte di Strambino, † 2010)

## Tiratrici a volo(1)
- Adriana Ruano, tiratrice a volo guatemalteca (Città del Guatemala, n. 1995)

## Tuffatrici(1)
- Adriana Jiménez, tuffatrice messicana (Città del Messico, n. 1985)

## Velociste(1)
- Adriana Millard, ex velocista e lunghista cilena (Santiago del Cile, n. 1926)

## Senza attività specificata(3)
- Adriana Carmona, ex taekwondoka venezuelana (Puerto La Cruz, n. 1972)
- Adriana Faranda, ex brigatista italiana (Tortorici, n. 1950)
- Mercédès Jellinek, austriaca (Vienna, n. 1889 - Vienna, † 1929)